# Sertularella inabai
Sertularella inabai är en nässeldjursart som beskrevs av Eberhard Stechow 1913. Sertularella inabai ingår i släktet Sertularella och familjen Sertulariidae. Inga underarter finns listade i Catalogue of Life.